# Религия в Германии

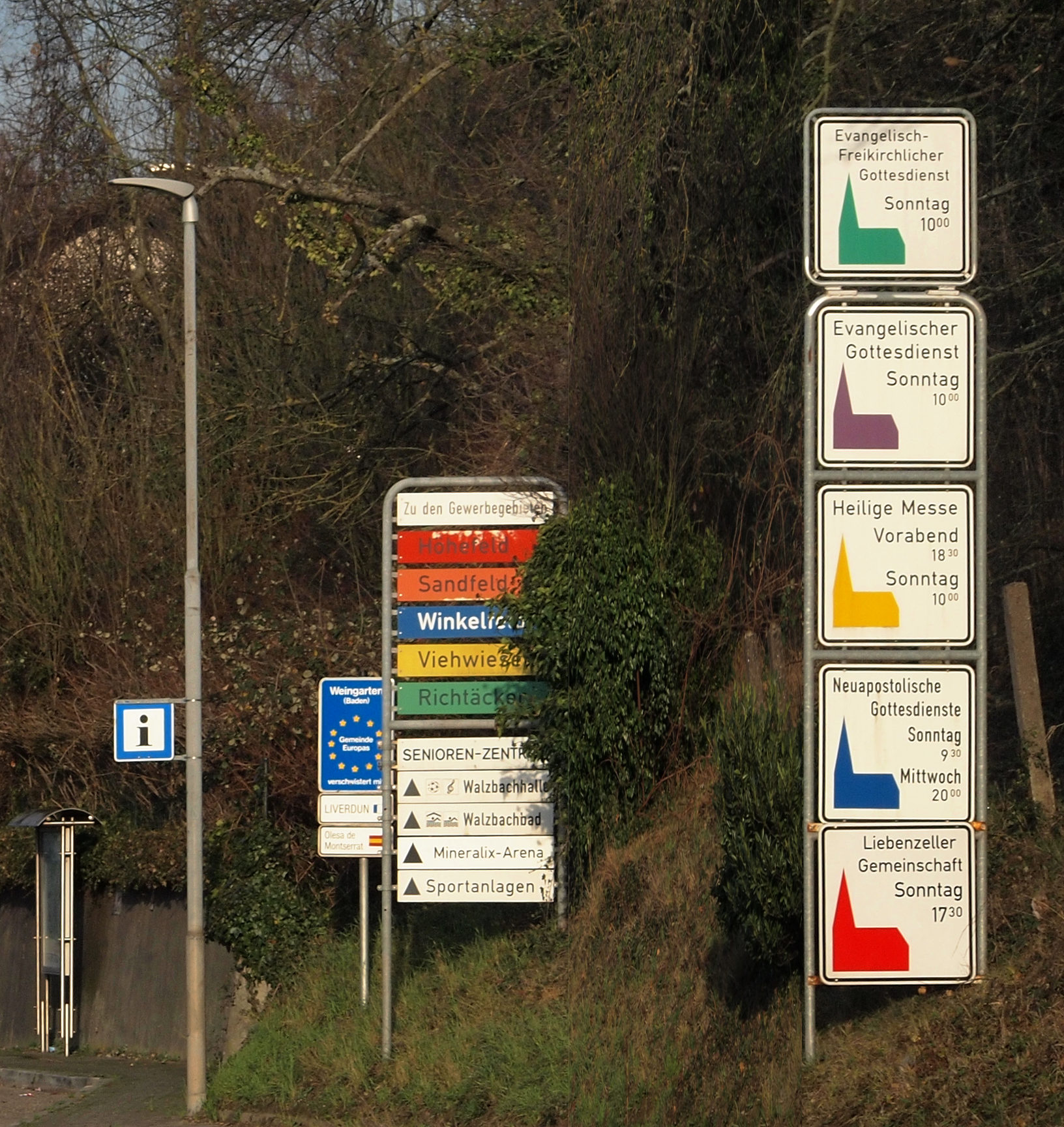
Шильдик: церкви в Вайнгартене

Рели́гия в Герма́нии (нем. Religionen in Deutschland) — совокупность религиозных убеждений, свобода на исповедание которых закреплена для граждан Германии в Конституции ФРГ.
Ниже приводится перечень имеющихся в Германии деноминаций согласно данным независимой исследовательской организации REMID.

## Христианство

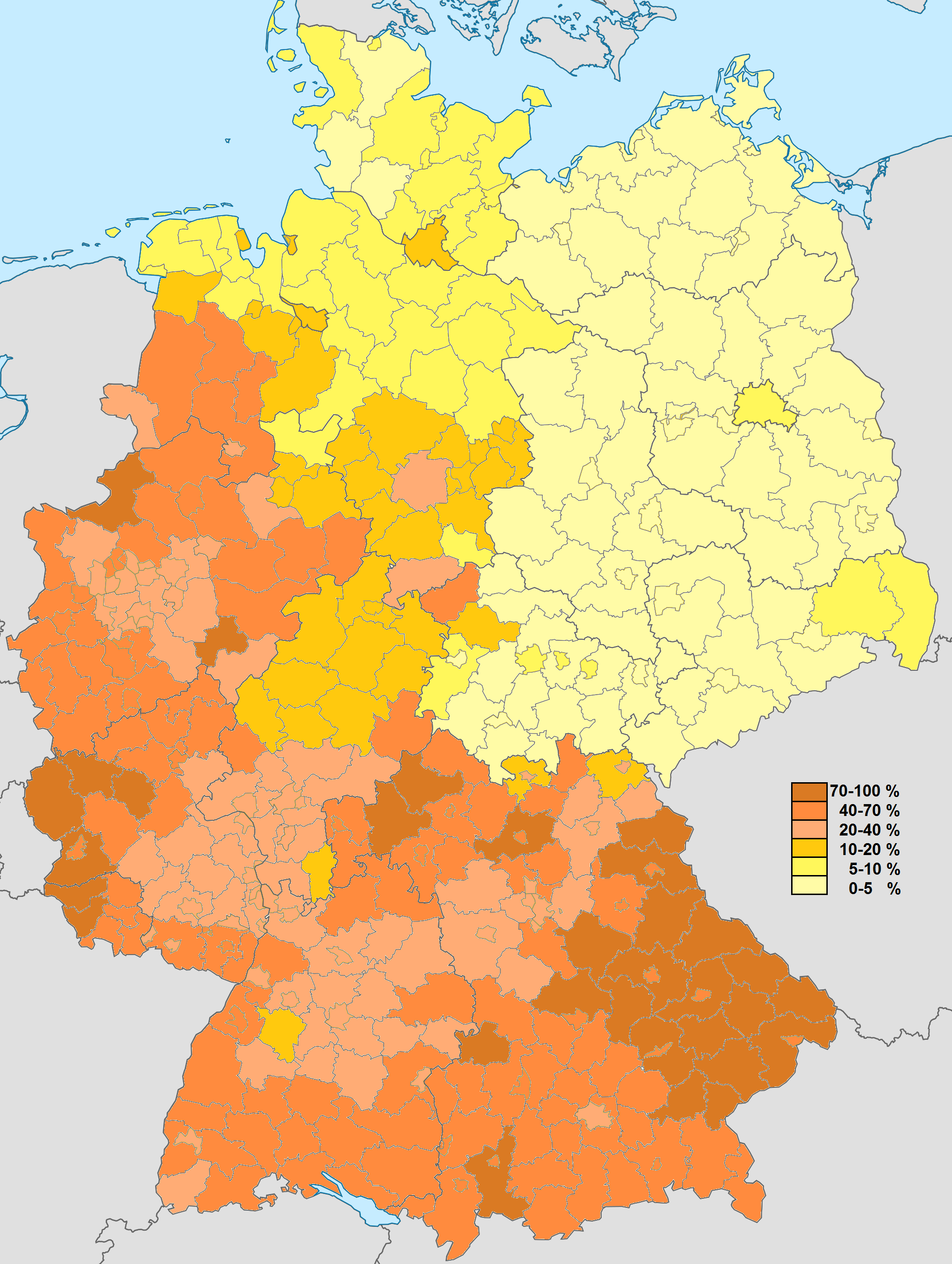
Доля католиков среди населения ФРГ (2011)

Германия была обращена в христианство во времена франков. Крестителем Германии считается святой Бонифаций, бывший епископом Майнца и обративший в христианство значительную часть современной Германии (претерпел мученическую смерть от язычников в 754 году). В XVI веке ряд епархий и приходов преимущественно северной части страны перешли в лютеранство, положив начало евангелически-лютеранским поместным церквям в Германии. Главным принципом, закрепленном в Вестфальском мирном договоре 1648 г., стал принцип веротерпимости, отменивший действовавший до этого принцип cujus regio, ejus religio, по которому подданные того или иного феодала были обязаны принимать его веру: католическую или протестантскую. К моменту принятия конституции 1919 года во всех штатах Германии с лютеранским большинством католические епархии, также как и местная евангелическо-лютеранские или евангелическо-унионистские обладали статусом общественной корпорации (т. е. государственным учреждением), аналогично в штатах с католическим большинством (таковыми были только Баден и Бавария) местная евангелическо-лютеранские церкви также обладали статусом «общественной корпорации».
Реформация, расколовшая немцев на католиков и протестантов, исключила возможность возникновения сколько-нибудь значительного объединительного движения в Германии с середины XVI века по середину XVIII века, когда с наступлением эпохи просвещения противостояние двух конфессий стало менее острым. Но и после объединения Германии в 1871 году католическое население Западной и Южной Германии испытывало неприязнь к протестантской Пруссии.
Большинство немцев — христиане, составляющие 64 % населения страны.
| Показатель               | 2007   | 2008    | 2009   |
| Число католиков (млн)    | 25,461 | ▼ 25,17 | ▼ 24,9 |
| Число протестантов (млн) | 24,832 | ▼ 24,42 | ▼ 24,1 |
| Число православных (млн) |        | 1,49    | ▼ 1,3  |

### Католицизм

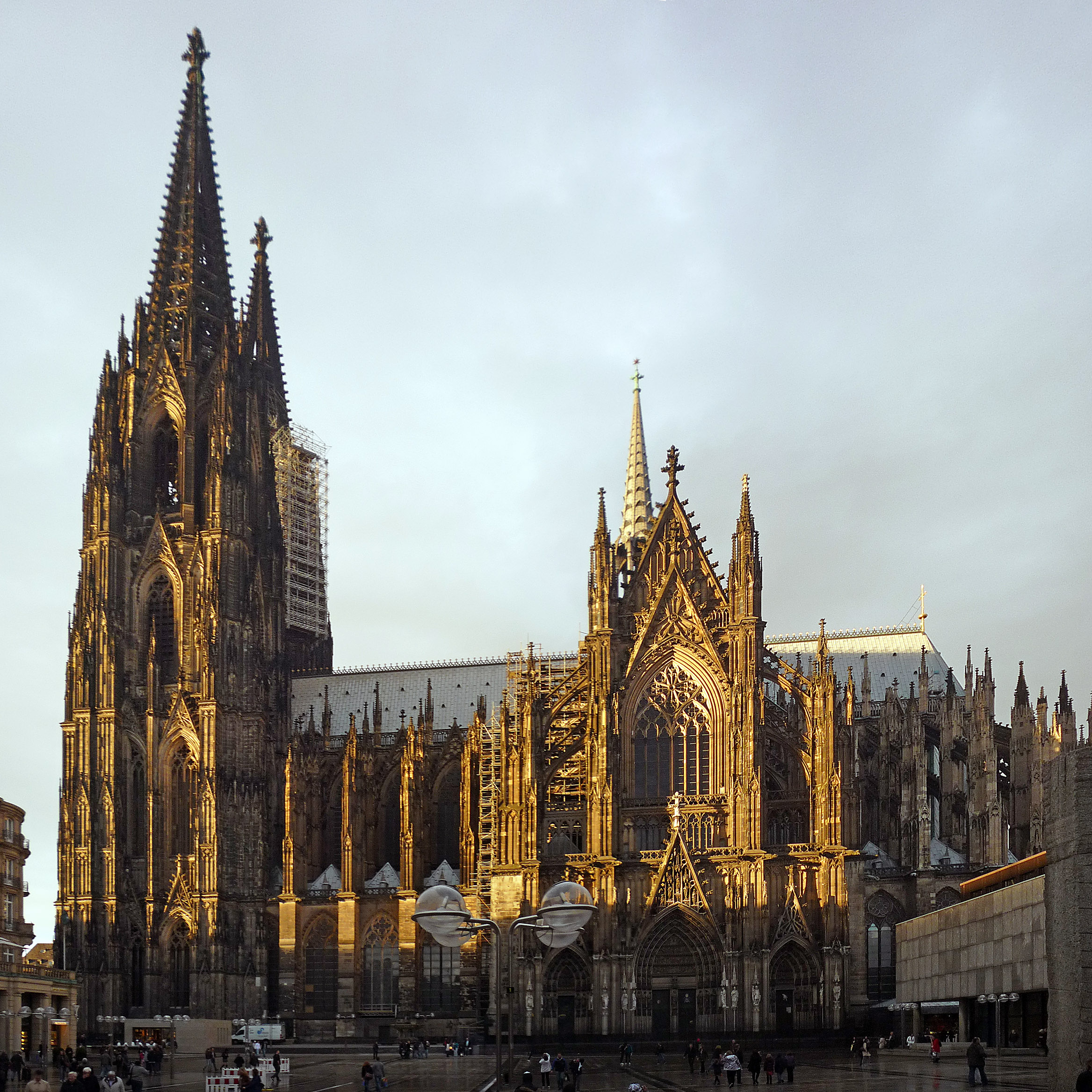
Кёльнский собор

- Римско-католическая церковь в Германии насчитывает 25 461 000 прихожан, или 30,97 % населения страны (2007 год). Существуют 27 епархий (Лимбург, Трир, Шпайер, Гамбург, Эссен, Мюнстер), объединёнными в Конференцию католических епископов Германии (Deutsche Bischofskonferenz), самым влиятельным считается Кёльнское архиепископство[6].
  - Апостольский экзархат Германии и Скандинавии византийского обряда
- Действует также Старокатолическая церковь Германии (Alt-Katholische Kirche in Deutschland) образующая одну епархию.

### Протестантизм
- Лютеранство и кальвинизм представлены:
  - Евангелическая церковь Германии (Evangelische Kirche in Deutschland) насчитывает 24 832 000 прихожан, или 30,2 % населения страны (2007 год). Объединяет 22 лютеранские и реформатские региональные церкви Германии.
  - Независимая евангелическая лютеранская церковь (Selbständige Evangelisch-Lutherische Kirche) объединяет около 36 000 прихожан.
  - Союз евангелическо-реформатских церквей Германии (Bund Evangelisch-reformierter Kirchen Deutschlands) объединяет 3 кальвинистские общины, ассоциированный член ЕЦГ
  - Евангелическо-старореформатская церковь Нижней Саксонии (Evangelisch-altreformierte Kirche in Niedersachsen) объединяет 14 кальвинистских общин
  - Евангелическо-лютеранская свободная церковь (Evangelisch-Lutherische Freikirche) объединяет 16 общин
- Гернгутеры представлены Континентально-европейской провинцией (Europäisch-Festländische Provinz der Brüderunität), приходы которой являются ассоциированным членом ЕЦГ, общины в Берлине, Гамбурге, Саксонии-Анхальт (Барби), Саксонии (Дрездене, Баутцене, Ниски, Цвиккау и Гернгуте), Тюрингии (Эберсдорфе и Нессе-Апфельштедте), Нижней Саксонии (Ринге) Билефельде, Дюссельдорфе, Гессене (Франкфурте-на-Майне), Рейнланд-Пфальце (Нойвиде), Баден-Вюртемберге (Бадд-Болле и Кёнигсфельде)
- Меннониты представлены Рабочим содружество меннонитских общин Германии (Arbeitsgemeinschaft Mennonitischer Gemeinden in Deutschland), состоит из Объединения немецких меннонитских общин (Vereinigung der Deutschen Mennonitengemeinden) (общины в Берлине, Билефельде, Бремене, Эмдене, Гёттингене, Фридрихсштадте (Шлезвиг-Гольштейн), Гёттингене, Гамбурге, Любеке, Нойвиде, Нордене, Леере, Крефельде, Ганновере, Гронау), Рабочего содружества Юго-западно-немецких меннонитских общин (Arbeitsgemeinschaft Südwestdeutscher Mennonitengemeinden) (общины в Франкфурте, Кайзерслаутерне, Людвигсхафене, Вормсе, Цвайбрюккене, Энкенбахе, Эпштайне, Летвайлере, Лимбургерхофе, Монсхайме, Оберзюльцен, Зембахе, Фридельсхайме, Вайерхофе (все в Рейнланд-Пфальце)) и Федерации немецких меннонитских общин (Verband deutscher Mennonitengemeinden) (общины в Карлсруе, Штутгарте, Гейдельберге, Бакнанге, Бад-Фридрихсхалле, Дусслингене, Месскирхе, Мёкмуле, Овингене, Зинсхайме (Баден-Вюртемберг), Аугсбурге, Ингольштадте, Вюрцбурге, Регенсбурге, Нюрнберге, Мюнхене, Ландау, Бад-Кёнигсхофене, Дойчхофе, Швандорфе (Бавария), Бранхвайлерхофе (Рейнланд-Пфальц))[7]
- Методисты представлены Евангелическо-методистской церковью (Evangelisch-methodistische Kirche)
- Баптизм представлен:
  - Союз евангелическо-свободноцерковных общин (Bund Evangelisch-Freikirchlicher Gemeinden), создан в 1942 году, кроме баптистов включает в себя часть пятидесятников и плимутских братьев.
  - Союз общин евангельских христиан-баптистов Германии (Vereinigung der Evangeliums-Christen-Baptisten-Gemeinden in Deutschland), объединяет преимущественно евангельских христиан и баптистов-репатриантов из постсоветского пространства
  - Международная баптистская конвенция (International Baptist Convention) выросла в 1950-х гг. из приходов созданных для американских солдат
- Адвентисты представлены Северно-Германской (основана в 1909 году, конференции: Берлинско-Бранденбургская (основана в 1909), Центрально-немецкая (основана в 1919 году), Ганзейская (основана в 1900 году), Нижне-Саксонская (основана в 1902 году), Северно-Рейн-Вестфальская (основана в 1989 году)) и Южно-Германской униями (основана в 1912, конференции: Баденско-Вюртембергская (основана в 1912 году), Центрально-Рейнская (основана в 1920 году), Северно-Баваская (основана в 1934 году) и Южно-Баварская (основана в 1902 году)) Интер-европейского дивизиона Церкви Адвентистов седьмого дня
- Пятидесятники представлены Союзом свободно-церковных пятидесятнических общин (Bund Freikirchlicher Pfingstgemeinden), входящим в Ассамблеи Бога, основанным в 1954 году как Рабочее сообщество христианских общин Германии (Arbeitsgemeinschaft der Christengemeinden in Deutschland) (первые пятидесятнические общины в Германии возникли в 1906—1908 гг.), современное название носит с 1982 года, и Общиной Бога Германии (Gemeinde Gottes in Deutschland), основанной в 1936 году

### Православие
Православные составляют в стране 1,14 % населения. В 2009 году численность православных составляла 1,3 млн человек (по сравнению с 2008 годом их число сократилось на 190 тыс. человек).
- Германская митрополия Константинопольской православной церкви (Griechisch-orthodoxe Metropolie von Deutschland, Ιερά Μητρόπολη Γερμανίας)
- Митрополия Германии и Центральной Европы Антиохийской православной церкви
- Русская православная церковь:
  - Берлинская и Германская епархия (Berliner Diözese der Russischen Orthodoxen Kirche)
  - Берлинская и Германская епархия РПЦЗ (Russische Orthodoxe Diözese des orthodoxen Bischofs von Berlin und Deutschland), приходы в Баварии (Амберге, Аугсбурге, Бад-Киссингене, Гаутинге, Эрлангене, Эттрингене, Ингольштадте, Ландсхуте, Мюнхене, Нюрнберге, Регенсбурге, Штраубинге), Баден-Вюртемберге (Баден-Бадене, Манхейме, Штутгарте), Саарланде (Саарбрюккене) Рейнланд-Пфальце (Бад-Эмсе), Гессене (Бад-Хомбурге, Бад-Наухейме, Дармштадте, Франкфурте-на-Майне, Касселе, Висбадене), Северном Рейне-Вестфалии (Билефельде, Бохуме, Дюссельдорфе, Кёльне, Мюнстере), Бремене, Нижней Саксонии (Ганновере, Клоппенбурге, Ольденбурге, Зальцгиттере), Берлине, Гамбурге, Шлезвиг-Гольштейне (Любеке)
  - Благочиние Германии Архиепископии западноевропейских приходов русской традиции (Exarchat der orthodoxen Gemeinden russischer Tradition in Westeuropa) в составе приходов в Штутгарте, Альбштадте, Балингене (Баден-Вюртемберг), Карлсруэ (Баден-Вюртемберг), богослужение в первом ведётся на немецком и церковно-славянском языках, в остальных — на немецком[8].
- Франкфуртская и всей Германии епархия Сербской православной церкви (Eparchie von Frankfurt und ganz Deutschland, Епархија франкфуртска и све Њемачке)
- Митрополия Германии, Центральной и Северной Европы Румынской православной церкви (Rumänische Orthodoxe Metropolie für Deutschland, Zentral- und Nordeuropa, Mitropolia Ortodoxă Română a Germaniei, Europei Centrale şi de Nord)
- Западно- и Среднеевропейская епархия Болгарской православной церкви (Bulgarisch-orthodoxe Diözese von West- und Mitteleuropa, Българска източноправославна епархия в Западна и Средна Европа)
- Австрийская и Германская епархия Грузинской православной церкви (ავსტრიისა და გერმანიის ეპარქია)
- Европейская митрополия Македонской православной церкви

### Миафизитство
- Германская епархия ААЦ (Diözese der Armenischen Kirche in Deutschland, Գերմանիայի հայոց թեմ)
- Патриарший викариат Германии Сиро-Яковитской православной церкви

### Прочие направление христианства
- Свидетели Иеговы составляют в Германии около 164 тыс. человек (0,2 % населения).
- Мормоны представлены «колами» (аналогами благочиний) Берлина (самый первый кол, основан в 1961 году), Бремена, Дортмунда, Дрездена, Дюссельдорфа, Франкфурта-на-Майне, Гамбурга (основан в 1961 году), Ганновера, Хайдельберга, Лейпцига, Мюнхена, Ноймюнстера, Нюрнберга, Штутгарта (основан в 1861 году), дистриктами Нойбранденбург, Эрфурт и Ольденбург[9] региона Европа.

## Ислам

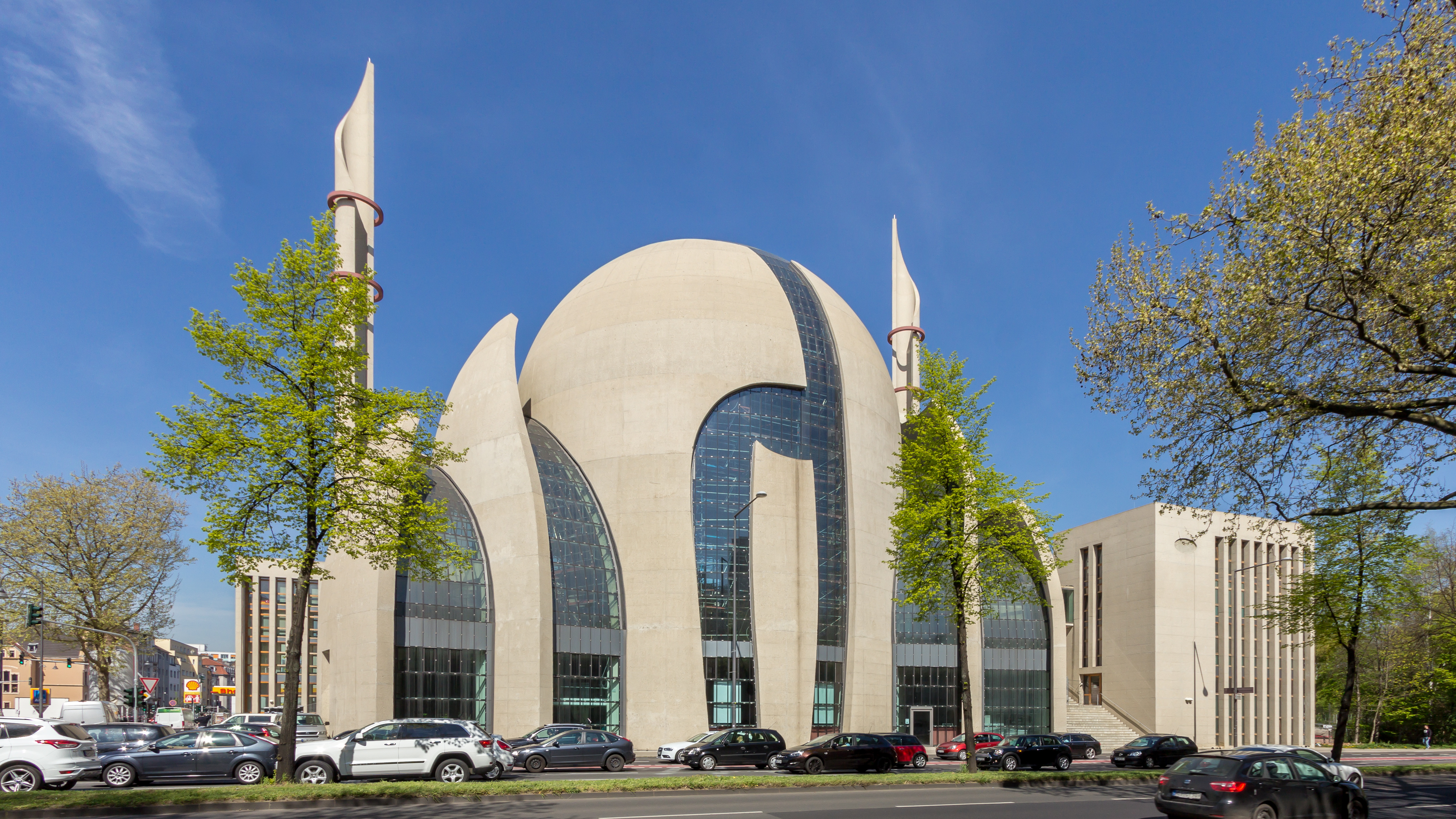
Центральная мечеть Кёльна

Часть верующих составляют мусульмане — около 3,5 млн, или 4 % населения страны (2010 год, Reutlinger general Anzeiger). Представлены следующими организациями:
- Турецко-Исламский союз Комитета по делам религий (Türkisch-Islamische Union der Anstalt für Religion, Diyanet İşleri Türk İslam Birliği, DİTİB) — немецкий филиал турецкого комитета по делам религий (Diyanet İşleri Başkanlığı), имеет мечети в Берлине, Гамбурге, Нижней Саксонии (Гёттингене), Северном Рейн-Вестфалии (2 в Кёльне, по 1 в Эссене, Дортмунде, Билефельде, Дуйсбурге, Вуппертале, Изерлоне, Нойссе, Хайлингенхаусе, Весселинге, Верле, Кёнигсвинтере, Ахаусе, Мешеде, Бюнде), Гессене (Касселе, Оффенбахе-на-Майне, Лимбурге, Штадтталлендорфе), Баден-Вюртемберге (Манхейме, Пфорцхайме, Констанце, Рафенсбурге, Мосбахе, Швебиш-Гмюнде, Лауде, Райнфельде, Буггингене, Зиндельфингене, Мульбронне, Захсенхайме, Эппингене, Оффенбурге, Вертхайме, Вельцхайме), Баварии (2 в Мюнхене, по одной в  Нюрнберге, Ингольштадте, Штадтпроцельтене, Лауингене, Герстхофене, Рётенбахе).
- Исламская община Milli Görüş (Islamische Gemeinschaft Millî Görüş, 	IGMG, İslâm Toplumu Millî Görüş) — организация, близкая к турецкой партии Saadet Partisi, 2 мечети в Берлине, мечети в Гамбурге, Гельзенкирхене, Бремене, Хайльбронне, Рендсбурге
- Исламская община Джамаат ан-Нур (Islamische Gemeinschaft Jama' at-un Nur) — немецкий филиал общества Саида Нурси «Рисале-и Нур».
- Исламская община в Германии (Islamische Gemeinschaft in Deutschland) — организация арабских мусульман близкая к Братьям-мусульманам (Франкфурт), имеет мечеть в Мюнхене.
- Ахмадийский мусульманский джамаат Германии (Ahmadiyya Muslim Jamaat Deutschland, AMJ) — немецкое отделение Всемирной Ахмадийской мусульманской общины[10], мечеть в Берлине, 2 мечети в Гамбурге, также мечети Нижней Саксонии (Ганновере), Северном-Рейне Вестфалии (Мюнстере, Иссельбурге) Гессене (Франкфурте-на-Майне, Касселе, Дармштадте, Ханау, Гросс-Герау, Узингене, Ридштадте, Бенсхайме, Ваберне, Родгау, Гинсхайме, Зелингенштадте, Нидде, Диценбахе), Рейнланд-Пфальце (Кобленце, Виттлихе), Баден-Вюртемберге (Манхейме)
- Лахорская Ахмадийская община распространения ислама (Lahore-Ahmadiyya-Bewegung zur Verbreitung islamischen Wissens, Ahmadiyya Andschuman-i Ischaʿat-i Islam Lahaur, AAIIL) имеет одну мечеть в Берлине
- Исламское сообщество шиитских общин Германии (Islamische Gemeinschaft der schiitischen Gemeinden Deutschlands) - имеет мечеть в Гембурге
- В Берлине действует одна либеральная мечеть - мечеть Ибн-Рушд-Гёте (Ibn-Rushd-Goethe-Moschee)

## Иудаизм
Число последователей иудаизма составляло в Германии 0,12 % (около 100 тыс. человек). Крупнейшее объединение иудейских общин — Центральный совет евреев Германии (Zentralrat der Juden in Deutschland).

## Неоязычество
В Германии существует три религиозные организации германского неоязычества:
- Зарегистрированная ассоциация «Общество германской веры» (Germanische Glaubens-Gemeinschaft e.V.), основана в 1991 году, возглавляется альтнгом (Allthing) и годенратом (Godenrat), состоящий альшерьяргоди (Allsherjargode) и годи, имеет местные общины (GGG-Ortsgemeinden) в Берлине, Бранденбурге, Гессене, Рейнланд-Пфальце и Саарланде[11], во главе с годи;
- Зарегистрированная ассоциация «Ассоциация германского язычества» (Verein für germanisches Heidentum e. V.), основана в 1994 году, аполитична, возглавляется бундестингом (bundesthing) и правлением (vorstand), состоящее из эсаго (esago) и двух членов, духовное руководство ассоциацией осуществляет эварт (Ewart), ассоциация состоит из гильдий (Gilde) во главе с хранителями гильдий (Gildenwart), гильдии из «очагов», во главе с хранителями «очагов» (Herdwart)[12][13];
- Зарегистрированная ассоциация «Эльдаринг» (Eldaring e.V.), основана в 2000 году, имеет «очаги» (Herde) в Берлине, Гамбурге, Бремене, Франкфурте, Дармштадте, Вальдеке, Ростоке, Ганновере, Кёльне, Билефельде, Крефельде, Золингене, Мюнстере, Трире, Пирмазенсе, Дрездене, Шлезвиге, Хайдельберге, Фрайбурге, руководство ассоциацией осуществляют общее собрание (Mitgliederversammlung) и правление (Vorstand), состоящее из двух председателей, членов и хранителя (Bewahrer), «очаги» возглавляются хранителями очагов (Herdwart)[14][15][16].

## Нерелигиозное население
Около 31 % немецкого населения — атеисты (В новых землях доля атеистов доходит до 70%). Восточная Германия, находившаяся под коммунистическим правлением, является самым нерелигиозным регионом в мире.
Однако данные о количестве атеистов и верующих в Германии противоречивы. Согласно данным опроса Цукермана, в 2005 году атеистами или агностиками назвали себя около 45 % населения страны. Опрос, проведенный Dentsu, показал, что 25 % населения считают себя нерелигиозными. Опрос проведённый The Gallup Organization показал, что 57 % немцев полагают, что религия не играет важной роли в их жизни.